# دانیبروک، استرالیای غربی
دانیبروک (به انگلیسی: Donnybrook) یک شهرک در استرالیا است که در استرالیای غربی واقع شده‌است.